# Kasteel Banhout

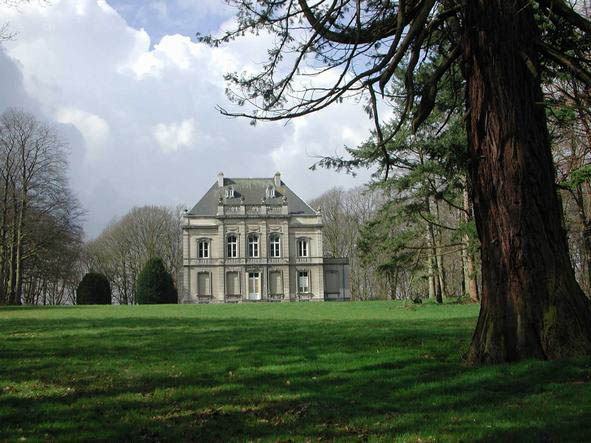
Kasteel Banhout

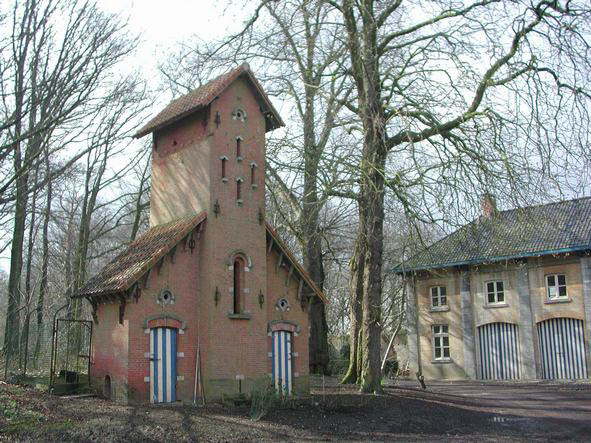
Duiventoren

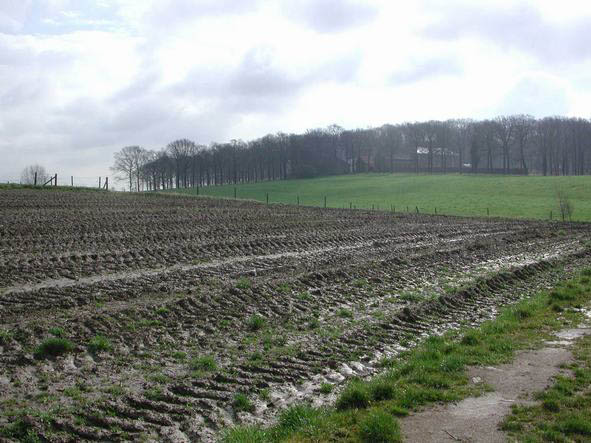
Banhoutbos

Kasteel Banhout is een kasteel in de tot de West-Vlaamse gemeente Zwevegem behorende plaats Heestert, gelegen aan Banhout 1-4.

## Geschiedenis
Het Banhoutbos werd voor het eerst als zodanig vermeld in 1450. De naam verwijst naar houtdieven en stropers die werden opgesloten in de woning van de boswachter. Het bos was eigendom van de heren van Nevele. In 1768 werd baron Della Faille eigenaar. Voorts kwam het in handen van gravin Baillet du Bois die het in 1829 verkocht aan gravin de Boillot, weduwe van Jean-Baptist Vergauwen. Diens zoon Georges liet in 1854 een kasteel bouwen. Ook werd het centrale deel van het bos tot kasteelpark omgevormd. In 1902 werd het verkocht aan Jean-Baptiste de Bethune jr. Diens dochter trouwde met graaf Louis de Beauffort en zo kwam het goed in bezit van deze familie.

## Gebouw
Het kasteel is een neoclassicistisch bouwwerk en het werd gebouwd op het hoogste punt van het domein. Naast het kasteel bevindt zich een koetshuis met een hoeve van omstreeks 1854 en een duiventoren van 1885. Het geheel bevindt zich in een park dat omstreeks 1850 in het bos werd aangelegd. Een mammoetboom bevindt zich in het park. 

## Bos
Het bos is 25 ha groot en is een overblijfsel van een ooit veel groter bos. Er is een oude bosflora met planten als adelaarsvaren, dubbelloof, gewone salomonszegel, boshyacint, bosviooltje, lelietje-van-dalen, valse salie en dalkruid.